# Janne Lahti
Janne Lahti (* 20. Juli 1982 in Riihimäki) ist ein finnischer Eishockeyspieler, der seit April 2016 erneut bei HPK Hämeenlinna in der Liiga unter Vertrag steht.

## Karriere
Janne Lahti begann seine Karriere als Eishockeyspieler in der Nachwuchsabteilung von HPK Hämeenlinna, für dessen Profimannschaft er in der Saison 2001/02 sein Debüt in der SM-liiga gab. In den folgenden Jahren wurde er Stammspieler in seiner Mannschaft, mit der er in der Saison 2005/06 den finnischen Meistertitel gewann. Auf europäischer Ebene belegte er mit seiner Mannschaft 2007 den zweiten Platz beim IIHF European Champions Cup. Im Finale unterlag HPK dem russischen Konkurrenten Ak Bars Kasan deutlich mit 0:6.
Die Saison 2007/08 verbrachte Lahti bei den Hamilton Bulldogs aus der American Hockey League. Bei den Kanadiern konnte er sich mit 18 Scorerpunkten, davon neun Tore, in 65 Spielen nicht durchsetzen, woraufhin er nach Finnland zurückkehrte, wo er einen Vertrag bei Jokerit Helsinki erhielt, für das er seither auf dem Eis steht. In der Saison 2010/11 erhielt er als bester Torschütze der Hauptrunde die Aarne-Honkavaara-Trophäe und wurde in das All-Star Team der SM-liiga gewählt. Zudem wurde er zum Spieler des Monats Januar ernannt.
Im August 2012 wurde Lahti von Ak Bars Kasan aus der Kontinentalen Hockey-Liga verpflichtet, wechselte aber im November innerhalb der Liga zu Amur Chabarowsk. Im August 2013 kehrte er zu Jokerit zurück.

### International
Für Finnland nahm Lahti 2007 und 2011 jeweils an der Euro Hockey Tour teil. Bei der Weltmeisterschaft 2011 in der Slowakei gab er sein WM-Debüt für die Nordeuropäer und wurde mit seiner Mannschaft auf Anhieb Weltmeister. Im Turnierverlauf wurde er in fünf Spielen eingesetzt.

## Erfolge und Auszeichnungen
- 2006 Finnischer Meister mit HPK Hämeenlinna
- 2007 2. Platz beim IIHF European Champions Cup mit HPK Hämeenlinna
- 2011 SM-liiga Spieler des Monats Januar
- 2011 SM-liiga All-Star Team
- 2011 Aarne-Honkavaara-Trophäe

### International
- 2011 Goldmedaille bei der Weltmeisterschaft

## Statistik
(Stand: Ende der Saison 2010/11)